# Strada Statale 23 del Colle di Sestriere
Die Strada Statale 23 (SS23) ist eine italienische Staatsstraße, die 1928 zwischen der SS10 (ab 1956 SS29) an einer Kreuzung im südlichen Turin, in der Nähe des Baches Sangone und Cesana Torinese festgelegt wurde. Zurück geht sie auf die 1923 festgelegte Strada nazionale 40. 
Wegen ihres Verlaufes über den Pass bei Sestriere erhielt sie den namentlichen Titel del Colle di Sestriere. 2001 wurde sie zur Regionalstraße SR23 abgestuft. 2007 erfolgte die nächste Abstufung zur Provinzialstraße SP23. In diesem Zusammenhang wurde die bisherige SP23 di Rivara zur SP723. 
Ursprünglich durch Pinerolo führend, wurde die SS23 auf eine südliche Umgehungsstraße verlegt. Ebenso wurde sie an None vorbei auf einer neuen Straße direkt nach Turin geführt.